# Joe Hachem

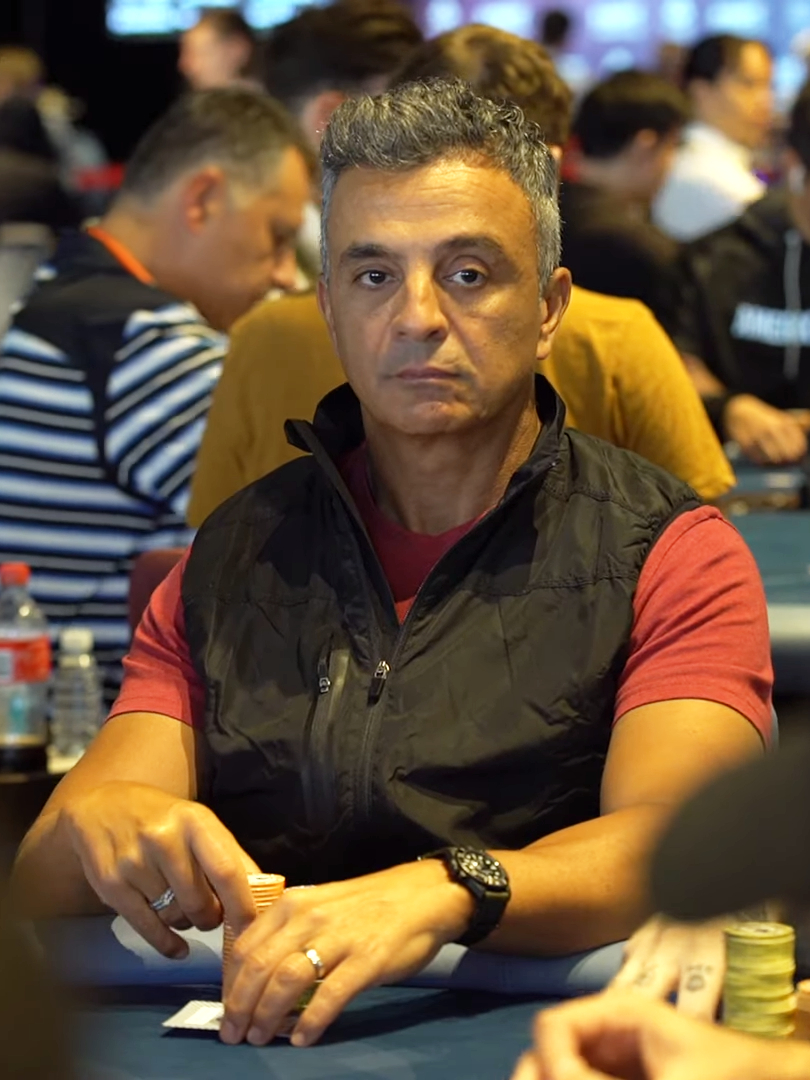
Joe Hachem, 2019

Joseph (Joe) Hachem, född 3 november 1966 i Libanon, är en libanesisk pokerspelare. Han och hans familj flyttade från Libanon till Australien 1972.
Hachem arbetade tidigare som kiropraktor men slutade efter att han drabbats av sjukdom. Han började då ägna mer tid åt att spela poker. Mellan 2000 och 2005 vann han prispengar i en del turneringar i Australien. Hachem vann World Series of Poker 2005, vilket var första gången han spelade livepoker utanför Australien. Prissumman var 7,5 miljoner dollar. Sedan dess har han bland annat vunnit en World Poker Tour-turnering 2006 och kommit tvåa i en WSOP-turnering samma år. Han kom även “ITM” (in the money) i WSOP:s Main event 2006 (plats 238) och 2009 (plats 103). Han har också medverkat i TV-programmet Poker After Dark i en turnering mot andra WSOP-mästare. Hachem vann turneringen, vars övriga deltagare var Doyle Brunson, Greg Raymer, Huck Seed och Johnny Chan.
Hachem är sponsrad av Pokerstars.com, liksom de två föregående mästarna, Chris Moneymaker och Greg Raymer. Hachems totala turneringsvinster överstiger 10,7 miljoner dollar.
Hachem bor numera i Los Angeles med sin familj (fru och fyra barn).